# William Gallas
William Gallas, né le 17 août 1977 à Asnières-sur-Seine, dans les Hauts-de-Seine, est un footballeur international français évoluant au poste de défenseur central et reconverti comme entraîneur à partir de 2021. Il est le cousin du joueur de rugby à XV Mathieu Bastareaud.
Il commence sa carrière en 1995, avec le Stade Malherbe Caen avec qui il est Champion de France de D2 en 1996. Après deux saisons abouties, il s'engage en 1997 à l'Olympique de Marseille.  La saison suivante, il parvient à s'imposer et atteint la finale la Coupe UEFA en 1999.
Il s'engage avec Chelsea FC en 2001, dont il est finaliste de la Coupe d'Angleterre en 2002. Après trois saisons sans trophées, il remporte le Championnat d'Angleterre en 2005, 2006, la Coupe de la Ligue anglaise en 2005 et le Community Shield en 2005. 
En conflit avec le club, il rejoint Arsenal FC en 2006, et dispute la finale de la Coupe de la Ligue anglaise en 2007. Il devient capitaine de l’équipe de 2007 à 2009. Par la suite, il s'engage avec Tottenham en 2010 et Perth Glory FC en Australie, où il termine sa carrière en 2014.
Avec l'équipe de France, il remporte le Championnat d'Europe des moins de 19 ans en 1996, la Coupe des confédérations en 2003 et perd la finale de la Coupe du monde en 2006. Il participe au Championnat d'Europe en 2004 perdue en quart de finale, suivie des échecs de l'Euro 2008 et de la Coupe du monde en 2010 au premier tour.
En août 2016, William Gallas est consultant sur la chaîne RMC Sport. 
En juillet 2021, il a été nommé entraîneur des défenseurs de jeunes au Zalaegerszeg TE FC, en première division hongroise.
Il est père de cinq enfants : Isaiah Gallas, Leeyan Gallas, Léa Gallas, Jayla Gallas et Teeyah Gallas

## Biographie

### Enfance et formation
William Gallas grandit à la cité de la Caravelle à Villeneuve-la-Garenne (Hauts-de-Seine). Ses parents sont guadeloupéens. Il est encore jeune lorsqu'il se tourne vers le football. Il prend sa toute première licence de football à l'âge de dix ans où il débute comme attaquant.
À quinze ans, il rejoint le Racing 92, au sein duquel, il joue une saison avant d'intégrer l'INF Clairefontaine, où il a entre autres comme partenaires de promotion Thierry Henry et Jérôme Rothen.
Dès son arrivée au sein des moins de 17 ans du SM Caen, l'entraîneur de l'équipe n'est pas convaincu par les qualités de William au poste d'attaquant et, de ce fait, décide de le replacer en défense centrale où il montre très vite de grandes capacités défensives tout en pouvant évoluer à tous les postes de la défense.
Avec beaucoup de travail et un gros mental, il gravit tous les échelons à une vitesse phénoménale en jouant quelques mois en -17 et tout le reste de la saison 1994/95 en réserve, entraînée par Pascal Théault (championne de Nationale 2). Son ascension fait un bond de plus à l'aube de la saison saison 1995/96 lorsque l'entraîneur de l'équipe première, Pierre Mankowski, l'incorpore au groupe professionnel pour pouvoir jouer la remontée immédiate en D1.

### Débuts professionnels au SM Caen
Il débute en 1995 au Stade Malherbe de Caen en équipe première. Polyvalent, il occupe différents postes de défense, avant d’être définitivement replacé en défense centrale.
En concurrence avec David Sommeil, Miloš Glonek, Bernard Héréson, Stéphane Lièvre, Stéphane Moreau et Bill Tchato, le natif d'Asniéres-sur-Seine réussit à accumuler 18 rencontres dont seize en championnat.
Ses statistiques lui permettent de prendre part à la belle année du Stade Malherbe qui valide son ticket retour parmi l'élite grâce à sa première place obtenue avec un point d'avance sur l'Olympique de Marseille. Il est champion de France de D2 en 1996 dès sa première année professionnelle. En parallèle du championnat les Caennais font un parcours honorable en coupe de France, où ils atteignent les quarts de finale perdus 1-0 contre Montpellier.
La deuxième saison, les Normands ne peuvent valider leur maintien et finissent 17e à trois points du premier non relégable. Il dispute trois rencontres de coupes nationales et atteint les quarts de finale de la coupe de la Ligue en 1997 perdus aux tirs au but contre Bordeaux, futur finaliste. Après deux saisons à Caen, il rejoint l’Olympique de Marseille.

### Révélation à Marseille
Arrivé en 1997 à Marseille en provenance de Caen, William Gallas ne tarde pas à s'imposer dans l'axe de la défense marseillaise. Si en premier lieu, il n'a pas la confiance de Rolland Courbis (Gallas n'a alors qu'une licence amateur, l'OM ayant trop de joueurs sous contrat), préférant utiliser des joueurs plus expérimentés tels que Laurent Blanc, Teddy Bertin, Patrick Colleter, Serge Blanc et Cyril Domoraud. Il ne se contente que de trois matchs de D1, alors que son équipe atteint une belle quatrième position, synonyme de qualification européenne.
Dès le début de la saison 1998/1999, Courbis lui donne sa chance et il réussit à s'imposer dans le onze type de l'OM avec 42 matchs toutes compétitions confondues. Il participe à la Coupe UEFA 1998-1999 durant laquelle le club marseillais échoue en finale contre le FC Parme en s'inclinant 3-0. C'est la première fois que l'OM atteint la finale de cette compétition. Il termine avec Marseille vice-champion de France, à un point de Bordeaux ayant remporté le titre à la dernière seconde de la dernière rencontre. L'OM termine meilleure défense avec seulement 28 buts d'encaissés.
L'OM dispute la Ligue des champions 1999-2000, une première pour Gallas. Au Vélodrome, lors de la première phase, l'OM reçoit le grand Manchester United, alors champion d'Europe en titre. Avec un succès, l'OM reprendrait la tête du groupe D. Dans un match fermé, la lumière vient du natif d'Asnières-sur-Seine auteur du seul but de la rencontre à la 69e minute sur un service de Stéphane Dalmat. Il marque là son premier but européen et surtout son premier sous le maillot phocéen depuis son arrivée sur la Canebière. Marseille réalise un parcours honorable sans pouvoir atteindre les quarts de finale (quatrième du groupe D derrière Lazio Rome, Chelsea et Feyenoord lors de la seconde phase de groupes). Le championnat des marseillais est cauchemardesque. Ils ne se maintiennent en Division 1 qu'à l'aide d'une meilleure différence de buts par rapport à Nancy (0 contre -2). Cette saison-là, Gallas accumule 31 rencontres pour un but toutes compétitions confondues. Il n'aura pas été titulaire indiscutable en raison des successions d'entraîneurs sur le banc de touche phocéen (Rolland Courbis puis Bernard Casoni à partir de novembre 1999).
Titulaire indiscutable lors de l'année 2000/2001, avec trente matchs tout en marquant ses deux premiers buts en première division, l'ancien de Caen vit un championnat aussi difficile que le précédent au point de finir une nouvelle fois, à la place du premier non relégable à trois points de la descente en D2.

### Confirmation à Chelsea
Après quatre saisons à Marseille, il franchit la Manche et atterrit à Chelsea au début de la saison 2001-2002.
Il est recruté par Claudio Ranieri, voulant absolument pour remplacer numériquement Frank Lebœuf parti lui à Marseille. Il va y rester cinq saisons. L'ancien phocéen s'impose sans trop de difficultés en Premier League aux côtés de ses compatriotes Marcel Desailly et Emmanuel Petit en accumulant trente matchs pour un but. La première saison, il perd en finale de la Coupe d'Angleterre sur le score de 2-0 contre Arsenal (auteur d'un doublé coupe-championnat).
La saison 2002-2003, William confirme sa première année britannique en ne manquant aucune journée de la Premier League tout en inscrivant quatre buts. Le gros bémol de l'année est l'élimination dès le premier tour de la coupe UEFA à la suite de leur défaite 5-4 score cumulé contre Viking Stavanger (victoire 2-1 et défaite 4-2).
Pendant l'été 2003, le nouveau président de Chelsea et milliardaire russe Roman Abramovitch dépense plus de cent millions de livres en recrutement. Les Blues montent d'un cran en championnat en s'adjugeant la seconde position avec onze points de retard sur Arsenal. Ils effectuent un éblouissant parcours en Ligue des champions en allant jusqu'en demi-finales, perdus contre l'AS Monaco (défaite 3-1 à l'aller ; 2-2 au retour).
Avec l'arrivée de José Mourinho, Gallas et ses partenaires deviennent champions d'Angleterre en terminant en tête de la Premier League en 2005, avec douze points d'avance sur le tenant du titre, Arsenal, tout en ayant la meilleure défense avec seulement quinze buts d'encaissés. Les Blues réalisent un doublé en s'adjugeant la coupe de la Ligue aux dépens de Liverpool à la suite de leur victoire 3-2 après prolongations. Par contre, Chelsea perd pour la seconde année consécutive en demi-finales de la Ligue des champions, cette fois-ci ce sera contre Liverpool, futur vainqueur de l'épreuve (0-0 ; 0-1).
La saison 2005/06, Chelsea conserve son titre de champion en terminant devant Manchester United avec huit points d'avance tout en ayant les meilleures défenses (22) et attaques (72 ex æquo avec M.U). Les Blues échouent en demi-finales de la Cup contre Liverpool, futur vainqueur de l'épreuve, à la suite de leur défaite 2-1 et ne vont pas plus loin que les huitièmes de finale en Ligue des champions perdus contre le FC Barcelone, futur vainqueur de l'épreuve (1-2 et 1-1).
Durant ces années, il est l'un des cadres des Londoniens et joue 225 rencontres sous le maillot des Blues (14 buts). Pendant l'été 2006, Gallas demande à quitter les Blues, las de ne pas avoir de poste fixe. De plus, José Mourinho lui refuse une augmentation salariale. Il est annoncé du côté du Milan AC, mais finalement il renonce à rejoindre le championnat italien à cause de l'affaire des matchs truqués du Calcio. Il est transféré dans les derniers jours du mercato à Arsenal.

### Arsenal FC
Dès son arrivée chez les Gunners, il est nommé vice-capitaine par l'entraîneur Arsène Wenger juste derrière Thierry Henry. Avec un effectif de qualité, l'ancien caennais et sa nouvelle équipe fininissent quatrième à 21 points de Manchester United. Les Gunners s'inclinent en finale de la coupe de la Ligue contre Chelsea sur le score de 2-1.
À la suite du départ d'Henry pour le FC Barcelone, Arsène Wenger nomme Gallas capitaine de l’équipe de 2007 à 2009.
Pendant l'intersaison de 2008 l'ancien de l'O.M sera annoncé du côté du PSG mais reste finalement à Arsenal où en cours de saison 2008/2009, il envisage de nouveau un départ, à la suite de problèmes de vestiaire ce qui lui vaudra de perdre le capitanat de l'équipe au profit de Cesc Fàbregas (William critique publiquement certains de ses jeunes équipiers comme Samir Nasri). Mais même avec ses petits soucis en interne, Gallas enregistre de bonnes statistiques avec 36 rencontres pour six buts toutes compétitions confondues le faisant ainsi participer à la quatrième position acquise en Premier League, et à la demi-finale en Cup perdue 2-1 contre Chelsea 
Revenu à de bonnes dispositions le natif d'Asniéres-sur-Seine réalise une saison 2009/2010 plus que correcte avec 35 matchs pour quatre buts toutes compétitions confondues ce qui lui vaudra d'être encore à 32 ans l'un des pions essentiels des Gunners qui terminent troisièmes de Premier League et quart finaliste de la Ligue des champions (éliminé par Barcelone sur le score cumulé de 6-3 (2-2 et défaite 4-1).
Après quatre années sans trophées, Gallas quitte Arsenal libre de tout contrat pendant l'été 2010 pour s'engager avec l'ennemi juré des Gunners, Tottenham, pour une durée d'un an.

### Tottenham Hotspur
Laissé libre par Arsenal, Gallas signe un contrat d'un an en faveur de Tottenham, le rival londonien. À 33 ans il est encore décisif durant la saison 2010/2011, en accumulant 36 matchs toutes compétitions confondues participant ainsi à la cinquième place acquise en championnat et au parcours en Ligue des champions jusqu'en quarts de finale que les Spurs perdront 5-0 score cumulé contre le Real Madrid (deux défaites par 4-0 et 1-0).
En mars 2011, il prolonge son contrat de deux ans avec les Spurs, ce qui le lie au club jusqu'en 2013. Le 20 octobre 2012, il marque son premier but avec Tottenham face à Chelsea (défaite 2-4).
Gallas quitte les Spurs de Tottenham trois ans après son arrivée.

### Fin de carrière en Australie
Le 23 octobre 2013, William Gallas rejoint Alessandro Del Piero et Emile Heskey en Australie. Il signe un an à Perth Glory. Il participe à 13 rencontres et inscrit un but. Cette aventure en Australie est la dernière de sa carrière,.
Malgré l'envie de continuer en Australie ou en Inde, il se résout à mettre un terme à sa carrière professionnelle au mois d'octobre 2014.

### En équipe de France
Gallas remporte le championnat d'Europe des moins de 19 ans en 1996 en battant en finale l'Espagne sur le score de 1-0.
Il dispute également le Tournoi de Toulon en 1997 avec les moins de 20 ans que les Bleuets remportent en battant en finale le Portugal.
William Gallas connaît sa première sélection en équipe de France le 12 octobre 2002, pour affronter la Slovénie (victoire 5-0). Il débute aux côtés de Marcel Desailly, capitaine, qui est aussi son coéquipier en club. Depuis lors, il ne quitte plus les Bleus.
Il remporte la Coupe des confédérations en 2003, organisée en France, s'imposant en finale face à l'équipe du Cameroun (0-1). Thierry Henry marque le but en or durant la prolongation.
Par la suite il dispute l'Euro 2004, où il va jusqu'en quarts de finale perdus 1-0 contre la Grèce, futur vainqueur de l'épreuve.
Le 17 août 2005, il inscrit son premier but en Bleu le jour de ses 28 ans, contre la Côte d'Ivoire (3-0).
Le moment phare de sa carrière tricolore se déroule lors de la coupe du monde 2006 durant laquelle il forme avec Lilian Thuram une charnière centrale infranchissable (la France à n'encaisse que trois buts en sept matchs). Pendant la compétition William est puissant, solide sur l'homme et impérial dans les airs mais seul Thuram est élu dans l'équipe-type de ce mondial. Il passe à deux doigts de soulever la coupe du monde après la défaite en finale des Bleus (tirs au but contre l'Italie après un 1-1 en finale après prolongations). Lors de la séance, il est désigné pour être le cinquième tireur, mais Trezeguet ratant le sien et les Italiens faisant un sans faute,  il n'eut pas à le tirer.
En 2008, il vit un grand échec lors de l'Euro en Autriche et en Suisse avec l'élimination dès le premier tour. L'équipe de France termine quatrième du groupe C derrière les Pays-Bas, l'Italie et la Roumanie. Pendant cette compétition, Gallas se fait remarquer par son altercation avec Samir Nasri qui a piqué la place à Thierry Henry dans le bus.
Le 12 août 2009, il est nommé capitaine pour la première fois en bleu contre les Îles Féroé (victoire 0-1), match qualificatif pour le mondial 2010.

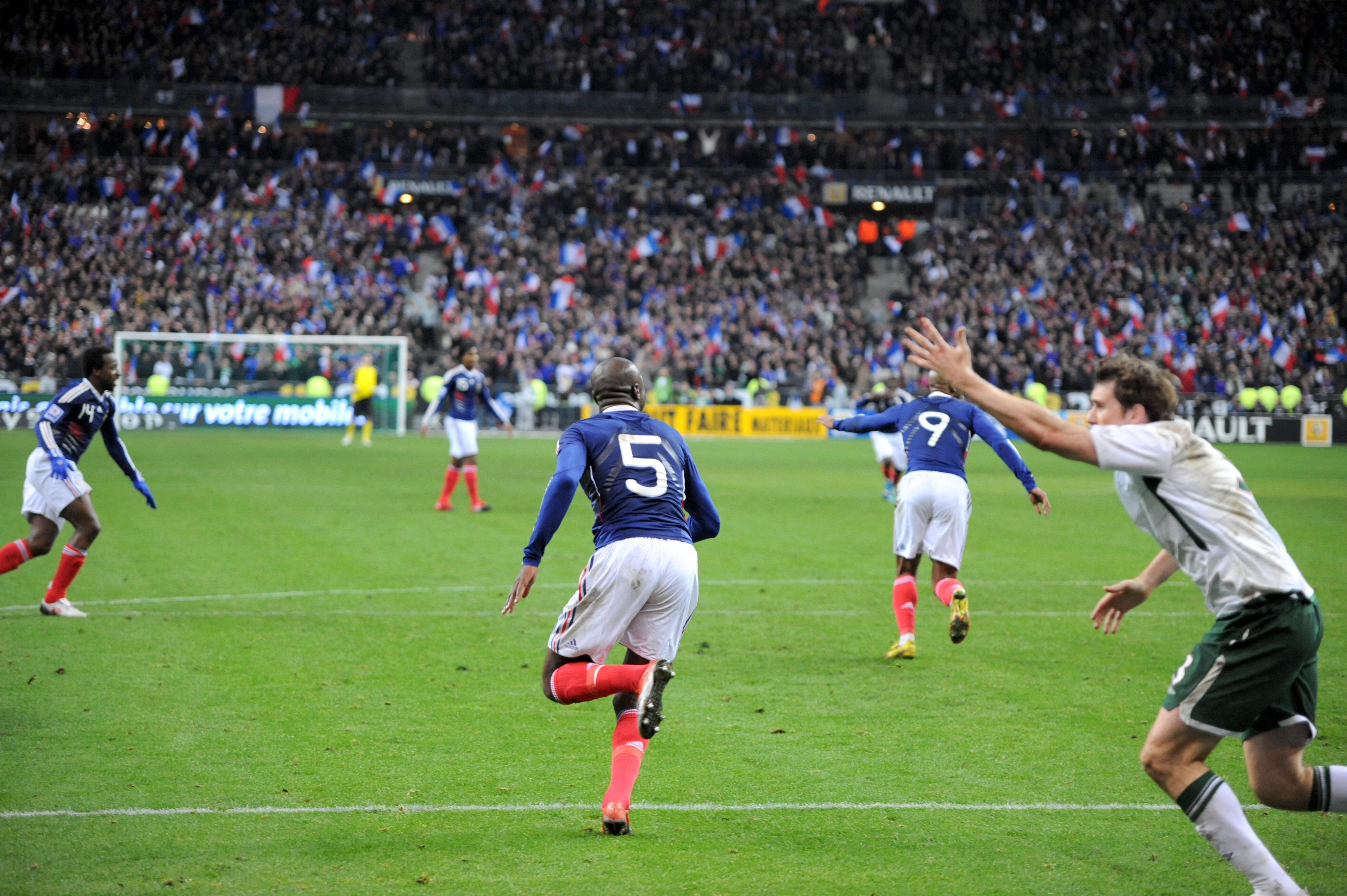
William Gallas part fêter son but avec ses coéquipiers tandis que le défenseur Kevin Kilbane réclame une faute de main, le 18 novembre 2009 au Stade de France, durant le match France-Irlande.

Le 18 novembre 2009, il inscrit le but des Bleus lors du match de barrages retour contre l'Irlande (1-1), sur une action litigieuse de la main de Thierry Henry, permettant à la France de se qualifier pour la Coupe du monde 2010.
En 2010, Thierry Henry écarté de l'équipe-type, Gallas ne récupère pas le brassard de capitaine, alors vacant, pour la coupe du monde en Afrique du Sud. Il n'échappe pas au naufrage complet de l'équipe de France (élimination dès le premier tour et la grève de Knysna) et se fait également remarquer en adressant un doigt d'honneur au journaliste de TF1, David Astorga quand ce dernier veut une réaction à chaud juste après la défaite contre le Mexique. Quelques semaines plus tard il s'excusera de son geste en évoquant des différends avec les journalistes et attribuera le fiasco tricolore à Raymond Domenech.
Avec l'arrivée de Laurent Blanc durant l'été 2010 au poste de sélectionneur, Gallas disparaît de la sélection. Barré par la concurrence comme Adil Rami, Philippe Mexès, Laurent Koscielny, Éric Abidal ou Younes Kaboul.  Gallas qui ne souhaitait pas tirer un trait sur les Bleus après la Coupe du monde 2010 n'a pourtant jamais été rappelé par Laurent Blanc depuis sa prise de fonction, au point désormais que le Spurs n'y croit plus. À 34 ans et 84 capes honorées, l'ancien capitaine d'Arsenal passe donc à autre chose.
Marié à une Monégasque, il est éligible pour jouer avec la sélection de Monaco.

## Reconversion
En août 2016, William Gallas devient consultant pour SFR Sport. Sept ans après l'arrêt de sa carrière de joueur, l'ancien international français s'est engagé en tant qu'entraîneur des défenseurs au Zalaegerszeg TE FC des équipes U12 à U17 (D1 hongroise), le 28 juillet 2021.

## Palmarès

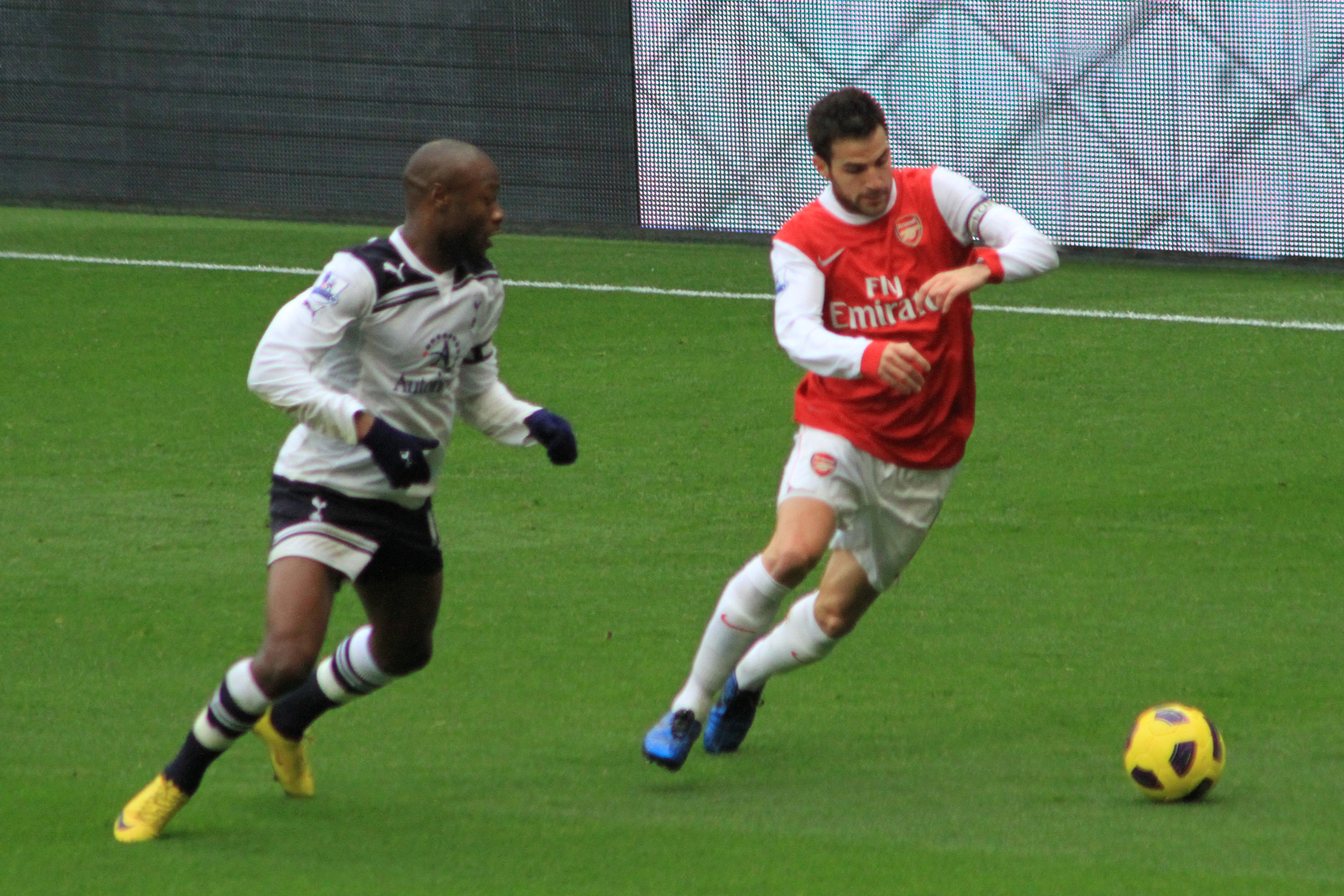
Gallas face à Cesc Fàbregas le 20 novembre 2010.

### En club
- Champion d'Angleterre en 2005 et en 2006 avec Chelsea
- Vainqueur de la Coupe de la Ligue en 2005 avec Chelsea
- Vainqueur du Community Shield en 2005 avec Chelsea
- Champion de France de Division 2 en 1996 avec le SM Caen
- Finaliste de la Coupe de l'UEFA en 1999 avec l'Olympique de Marseille
- Vice-champion de France en 1999 avec l'Olympique de Marseille
- Finaliste de la Coupe d'Angleterre en 2002 avec Chelsea
- Finaliste de la Coupe de la Ligue en 2007 avec Arsenal

### En sélection nationale
- Vainqueur de la Coupe des confédérations en 2003
- Champion d'Europe junior en 1996
- Finaliste de la Coupe du Monde en 2006

### Distinctions individuelles
- Élu révélation de l'année en 1999 par France Football
- Membre de l'équipe-type de Premier League en 2003 et en 2006
- Élu meilleur arrière gauche de Premier League en 2006
- Membre de l'équipe-type mondiale en 2007 par L'Équipe[29]

## Statistiques détaillées

### Parcours professionnel
| Saison                | Club                  | Championnat           | Championnat | Championnat | Coupe(s) nationale(s) | Coupe(s) nationale(s) | Supercoupe | Supercoupe | Compétition(s) continentale(s) | Compétition(s) continentale(s) | Compétition(s) continentale(s) | France | France | Total | Total |
| Saison                | Club                  | Division              | M           | B           | M                     | B                     | M          | B          | C                              | M                              | B                              | M      | B      | M     | B     |
| --------------------- | --------------------- | --------------------- | ----------- | ----------- | --------------------- | --------------------- | ---------- | ---------- | ------------------------------ | ------------------------------ | ------------------------------ | ------ | ------ | ----- | ----- |
| 1995-1996             | SM Caen               | Division 2            | 16          | 0           | 3                     | 0                     | -          | -          | -                              | -                              | -                              | -      | -      | 19    | 0     |
| 1996-1997             | SM Caen               | Division 1            | 18          | 0           | 3                     | 0                     | -          | -          | -                              | -                              | -                              | -      | -      | 21    | 0     |
| Sous-total            | Sous-total            | Sous-total            | 34          | 0           | 6                     | 0                     | -          | -          | -                              | -                              | -                              | -      | -      | 40    | 0     |
| 1997-1998             | Marseille             | Division 1            | 3           | 0           | -                     | -                     | -          | -          | -                              | -                              | -                              | -      | -      | 3     | 0     |
| 1998-1999             | Marseille             | Division 1            | 30          | 0           | 3                     | 0                     | -          | -          | C3                             | 9                              | 0                              | -      | -      | 42    | 0     |
| 1999-2000             | Marseille             | Division 1            | 22          | 0           | 2                     | 0                     | -          | -          | C1                             | 7                              | 1                              | -      | -      | 31    | 1     |
| 2000-2001             | Marseille             | Division 1            | 30          | 2           | 2                     | 0                     | -          | -          | -                              | -                              | -                              | -      | -      | 32    | 2     |
| Sous-total            | Sous-total            | Sous-total            | 85          | 2           | 7                     | 0                     | -          | -          | -                              | 16                             | 1                              | -      | -      | 108   | 3     |
| 2001-2002             | Chelsea               | Premier League        | 30          | 1           | 8                     | 1                     | -          | -          | C3                             | 3                              | 0                              | -      | -      | 41    | 2     |
| 2002-2003             | Chelsea               | Premier League        | 38          | 4           | 8                     | 0                     | -          | -          | C3                             | 2                              | 0                              | 10     | 0      | 48    | 4     |
| 2003-2004             | Chelsea               | Premier League        | 29          | 0           | 5                     | 0                     | -          | -          | C1                             | 11                             | 1                              | 10     | 0      | 45    | 1     |
| 2004-2005             | Chelsea               | Premier League        | 28          | 2           | 6                     | 0                     | -          | -          | C1                             | 12                             | 0                              | 10     | 0      | 46    | 2     |
| 2005-2006             | Chelsea               | Premier League        | 34          | 5           | 3                     | 0                     | 1          | 0          | C1                             | 7                              | 0                              | 17     | 1      | 45    | 5     |
| Sous-total            | Sous-total            | Sous-total            | 159         | 12          | 30                    | 1                     | 1          | 0          | -                              | 35                             | 1                              | 47     | 1      | 272   | 15    |
| 2006-2007             | Arsenal               | Premier League        | 21          | 3           | 2                     | 0                     | -          | -          | C1                             | 6                              | 0                              | 9      | 1      | 29    | 3     |
| 2007-2008             | Arsenal               | Premier League        | 31          | 4           | 3                     | 0                     | -          | -          | C1                             | 8                              | 0                              | 9      | 0      | 42    | 4     |
| 2008-2009             | Arsenal               | Premier League        | 23          | 2           | 4                     | 1                     | -          | -          | C1                             | 9                              | 3                              | 7      | 0      | 36    | 6     |
| 2009-2010             | Arsenal               | Premier League        | 26          | 3           | 1                     | 0                     | -          | -          | C1                             | 8                              | 1                              | 12     | 3      | 35    | 4     |
| Sous-total            | Sous-total            | Sous-total            | 101         | 12          | 10                    | 1                     | -          | -          | -                              | 31                             | 4                              | 37     | 4      | 179   | 21    |
| 2010-2011             | Tottenham             | Premier League        | 27          | 0           | 1                     | 0                     | -          | -          | C1                             | 8                              | 0                              | -      | -      | 36    | 0     |
| 2011-2012             | Tottenham             | Premier League        | 15          | 0           | 1                     | 0                     | -          | -          | C3                             | 2                              | 0                              | -      | -      | 18    | 0     |
| 2012-2013             | Tottenham             | Premier League        | 19          | 1           | -                     | -                     | -          | -          | C3                             | 6                              | 0                              | -      | -      | 25    | 1     |
| Sous-total            | Sous-total            | Sous-total            | 61          | 1           | 2                     | 0                     | -          | -          | -                              | 15                             | 0                              | -      | -      | 78    | 1     |
| 2013-2014             | Perth Glory FC        | A-League              | 15          | 1           | -                     | -                     | -          | -          | -                              | -                              | -                              | -      | -      | 15    | 1     |
| Sous-total            | Sous-total            | Sous-total            | 15          | 1           | -                     | -                     | -          | -          | -                              | -                              | -                              | -      | -      | 15    | 1     |
| Total sur la carrière | Total sur la carrière | Total sur la carrière | 455         | 28          | 56                    | 2                     | 1          | 0          | -                              | 98                             | 6                              | 84     | 5      | 694   | 41    |

Dernière mise à jour le 31 mars 2014

### Buts en sélection
| Buts en sélection de William Gallas | Buts en sélection de William Gallas | Buts en sélection de William Gallas | Buts en sélection de William Gallas | Buts en sélection de William Gallas | Buts en sélection de William Gallas | Buts en sélection de William Gallas     |
| #                                   | Date                                | Lieu                                | Adversaire                          | Score                               | Résultats                           | Compétitions                            |
| ----------------------------------- | ----------------------------------- | ----------------------------------- | ----------------------------------- | ----------------------------------- | ----------------------------------- | --------------------------------------- |
| 1                                   | 17 août 2005                        | Stade de la Mosson, Montpellier     | Côte d'Ivoire                       | 1-0                                 | 3-0                                 | Match amical                            |
| 2                                   | 16 août 2006                        | Kosevo stadium, Sarajevo            | Bosnie-Herzégovine                  | 1-1                                 | 2-1                                 | Match amical                            |
| 3                                   | 10 octobre 2009                     | Stade du Roudourou, Guingamp        | Îles Féroé                          | 3-0                                 | 5-0                                 | Éliminatoires de la Coupe du monde 2010 |
| 4                                   | 18 novembre 2009                    | Stade de France, Saint-Denis        | République d'Irlande                | 1-1                                 | 1-1                                 | Barrages de la Coupe du monde 2010      |
| 5                                   | 30 mai 2010                         | Stade du 7-Novembre, Radès          | Tunisie                             | 1-1                                 | 1-1                                 | Match amical                            |

## Divers
- 1er match de Ligue 1 : le 10 août 1996 contre Lens (1-1)
- 1re sélection en Équipe de France A : le 12 octobre 2002 contre la Slovénie (5-0)

## Publication
- William Gallas et Christine Kelly, La parole est à la défense, Paris, Éditions du Moment, 2008, 175 p. (ISBN 978-2-35417-035-6)